# IC 4476
IC 4476 ist eine elliptische Galaxie vom Hubble-Typ E3? im Sternbild Waage auf der Ekliptik. Sie ist rund 121 Millionen Lichtjahre von der Milchstraße entfernt.
Entdeckt wurde das Objekt am 15. April 1899 von Sherburne Burnham.